# Rabioso sol, rabioso cielo
Rabioso sol, rabioso cielo é um filme de drama mexicano de 2009 dirigido e escrito por Julián Hernández. Estrelado por Jorge Becerra, estreou no Festival Internacional de Cinema de Berlim e venceu o Teddy Award de melhor filme.

## Elenco
- Jorge Becerra
- Javier Oliván
- Guillermo Villegas